# Маслюк жовто-бурий
Маслюк жовто-бурий (Suillus variegatus Sow. ex Fr. Kuntze Ixocomus variegatus (Sow. ex Fr.) Quél; Boletus variegatus Sow. ex Fr.) — вид базидіомікотових грибів родини маслюкові (Suillaceae).

## Будова
Шапинка 3-10 (15) см у діаметрі, спочатку сірувато- або брудно-жовта, згодом світло-оранжево-жовта, потім оливкувато- чи червонувато-жовтувата, волокнисто-зерниста або волокнисто-луската, далі майже гола, клейкувата. Шкірка не знімається. Пори кутасто-округлі, жовті, оранжуваті, потім із зеленуватим або оливкуватим відтінком, при дотику спочатку злегка синіють, потім коричневіють.
Спори жовтуваті, 8-11 × 3-4 мкм.
Ніжка 3-10 × 1-4 см, щільна, жовта, вохряно-жовта, до основи коричнювата, іноді з червонуватим відтінком.
М'якуш жовтий, біля основи ніжки коричнюватий або червонуватокоричнюватий, при розрізуванні на повітрі став синюватозеленуватим, без особливого запаху, іноді з неприємним запахом.

## Поширення та середовище існування
Поширений на Поліссі, у Прикарпатті та в Лісостепу. Росте у соснових лісах, на піщаному ґрунті: у липні — вересні.

## Практичне використання
Їстівний гриб. Використовують свіжим, про запас сушать.